# 915
| 915                |
| ------------------ |
| Dødsfald - Fødsler |
|                    |

| Gregoriansk kalender | 915 CMXV                |
| Ab urbe condita      | 1668                    |
| Armensk kalender     | 364 ԹՎ ՅԿԴ              |
| Kinesiske kalender   | 3611 – 3612 甲戌 – 乙亥 |
| Etiopisk kalender    | 907 – 908               |
| Jødisk kalender      | 4675 – 4676             |
| Hindukalendere       |                         |
| - Vikram Samvat      | 970 – 971               |
| - Shaka Samvat       | 837 – 838               |
| - Kali Yuga          | 4016 – 4017             |
| Iransk kalender      | 293 – 294               |
| Islamisk kalender    | 302 – 303               |

Se også 915 (tal)

## Dødsfald
- Regino af Prüm, tysk krønikeskriver (født ca. 840)